# Pantonyssus pallidus
Pantonyssus pallidus là một loài bọ cánh cứng trong họ Cerambycidae.